# Pontus Åsbrink
Pontus Åsbrink, född 27 juni 1992, är en svensk fotbollsspelare. 

## Karriär
Åsbrink är uppvuxen i Spånga utanför Stockholm och började spela fotboll för Spånga IS innan han som tolvåring gick till IF Brommapojkarna. Han var under 2010 utlånad till Gröndals IK. Han debuterade för Brommapojkarna i Superettan den 9 april 2011 i en 1–1-match mot Jönköpings Södra IF.
I december 2017 värvades Åsbrink av IFK Mariehamn, där han skrev på ett ettårskontrakt med option på ytterligare ett år. I februari 2019 värvades Åsbrink av Akropolis IF. I november 2019 förlängde han sitt kontrakt med två år.
I januari 2022 värvades Åsbrink av Vasalunds IF, där han skrev på ett tvåårskontrakt.